# Çoğaşlı
Çoğaşlı ist ein Dorf im Landkreis Bekilli der türkischen Provinz Denizli. Çoğaşlı liegt etwa 93 km nordöstlich der Provinzhauptstadt Denizli und 9 km westlich von Bekilli. Çoğaşlı hatte laut der letzten Volkszählung 348 Einwohner (Stand Ende Dezember 2010).